# Song Aiqin
Song Aiqin (chiń. 宋爱芹; ur. 1 lutego 1970) – chińska biathlonistka. W Pucharze Świata zadebiutowała 7 lutego 1989 roku w Feistritz, zajmując 42. miejsce w biegu indywidualnym. Pierwsze pucharowe punkty zdobyła 23 stycznia 1992 roku w Anterselvie, zajmując 21. miejsce w tej samej konkurencji. Najlepsze wyniki osiągnęła w sezonie 1994/1995, kiedy zajęła 44. miejsce w klasyfikacji generalnej. W 1989 roku wystąpiła na mistrzostwach świata w Feistritz, gdzie zajęła 42. miejsce w biegu indywidualnym, dziewiąte w biegu drużynowym, 40. miejsce w sprincie i dziewiąte w sztafecie. Podczas rozgrywanych sześć lat później mistrzostw świata w Anterselvie, zajęła ósme miejsce w biegu indywidualnym, szóste w biegu drużynowym, 42. miejsce w sprincie i dziesiąte w sztafecie. W 1992 roku wystartowała na igrzyskach olimpijskich w Albertville, gdzie uplasowała się na 30. pozycji w biegu indywidualnym, 29. pozycji w sprincie i dwunastej w sztafecie. Brała też udział w igrzyskach w Lillehammer w 1994 roku, zajmując 39. miejsce w biegu indywidualnym, 23. miejsce w sprincie i 14. w sztafecie.

## Osiągnięcia

### Igrzyska olimpijskie
| Rok  | Miejscowość | Konkurencje | Konkurencje | Konkurencje | Konkurencje | Konkurencje | Konkurencje | Konkurencje |
| Rok  | Miejscowość | IN          | SP          | PU          | MS          | RL          | MR          | SR          |
| ---- | ----------- | ----------- | ----------- | ----------- | ----------- | ----------- | ----------- | ----------- |
| 1992 | Albertville | 30.         | 29.         | nd.         | nd.         | 12.         | nd.         | –           |
| 1994 | Lillehammer | 39.         | 23.         | nd.         | nd.         | 14.         | nd.         | –           |

### Mistrzostwa świata
| Rok  | Miejscowość | Konkurencje | Konkurencje | Konkurencje | Konkurencje | Konkurencje | Konkurencje | Konkurencje |
| Rok  | Miejscowość | IN          | SP          | PU          | MS          | RL          | MR          | SR          |
| ---- | ----------- | ----------- | ----------- | ----------- | ----------- | ----------- | ----------- | ----------- |
| 1989 | Feistritz   | 42.         | 40.         | nd.         | nd.         | 9.          | nd.         | –           |
| 1995 | Anterselva  | 8.          | 42.         | –           | nd.         | 10.         | nd.         | –           |

### Puchar Świata

#### Miejsca w klasyfikacji generalnej
| Sezon     | Miejsce |
| --------- | ------- |
| 1988/1989 | -       |
| 1991/1992 | 57.     |
| 1992/1993 | -       |
| 1993/1994 | ?       |
| 1994/1995 | 44.     |
| 1995/1996 | -       |

#### Miejsca na podium chronologicznie
Song nigdy nie stanęła na podium zawodów PŚ.